# Route 66 (Lied)
(Get Your Kicks on) Route 66 ist ein Blues-Song, der 1946 von Bobby Troup geschrieben und im selben Jahr von Nat King Cole veröffentlicht wurde.

## Hintergrund
Nach der Notation des Originals handelt es sich um ein 12-Takte-Schema mit Tonika, Dominante und Subdominante, also um ein echtes Blues-Format. Komponist Robert William („Bobby“) Troup Jr. (* 1918, † 1999) war Pianist im Orchester von Tommy Dorsey. Ihm kam die Idee zu diesem „Road-Song“ während einer 10 Tage dauernden Fahrt auf der Route 66 von Harrisburg (Pennsylvania) nach Los Angeles in Kalifornien. Am 27. April 1946 wurde sein Copyright unter dem Originaltitel „(Get Your Kicks on) Route 66“ registriert.
Es beschwört den amerikanischen Mythos von der Freiheit, sich einfach in sein Auto zu setzen und unbelastet von den Alltagssorgen einige hundert Meilen westlich auf schnurgerader Straße durch die Landschaft zu reisen. Unterwegs würden sich schon neue Anregungen (englisch kicks) ergeben. Der Refrain beinhaltet die Aufzählung markanter Orte, die auf diesem Streckenabschnitt der Route 66 liegen und teilweise durch Reime miteinander verbunden sind.
Folgende Stationen werden in korrekter Reihenfolge erwähnt:
- St. Louis (Missouri)
- Joplin (Missouri)
- Oklahoma City (Oklahoma)
- Amarillo (Texas)
- Gallup (New Mexico)
- Flagstaff (Arizona)
- Winona (Arizona)
- Kingman (Arizona)
- Barstow (Kalifornien)
- San Bernardino (Kalifornien)

Der unbedeutende Ort Winona im US-Bundesstaat Arizona, östlich von Flagstaff gelegen, hat für die Streckenführung keine markante Bedeutung und wäre wohl nicht erwähnt worden. Doch Troup benötigte einen Reim auf „Arizona“ und fügte deshalb die Zeile „Don’t forget Winona“ ein.
Die Fassung des Nat-King-Cole-Trios von Route 66 wurde am 15. März 1946 für das Label CAPITOL-256 aufgenommen und erreichte nach Veröffentlichung im Juni 1946 sowohl die US-R&B (#3)- als auch die Pop (#11)-Charts. Sie wurde zum bekanntesten Rhythm-&-Blues-Song des Trios.

## Coverversionen, Auswahl der größten Hits
Der bei der US-amerikanischen Verwertungsgesellschaft ASCAP registrierte Titel wird dort mit 58 Coverversionen aufgelistet, in Wirklichkeit dürften es heute mindestens 133 Versionen sein, die das Lied zu einem der meistgecoverten Roadsongs machten. In die US-Pop-Hitparade kamen The Manhattan Transfer (Mai 1982, Rang 78) und Depeche Mode (Dezember 1987, Rang 61).
| Interpret                     | Veröffentlichung | höchste Chart- Platzierung (Singles)                  |
| ----------------------------- | ---------------- | ----------------------------------------------------- |
| King Cole Trio                | April 1946       | #11                                                   |
| Bing Crosby & Andrews Sisters | Juni 1946        | #14                                                   |
| Louis Jordan                  | März 1958        | LP                                                    |
| Perry Como                    | Juni 1959        | LP                                                    |
| The Four Freshmen             | Januar 1960      | LP                                                    |
| Chuck Berry                   | März 1961        | LP                                                    |
| Gene McDaniels                | September 1963   | LP                                                    |
| Rolling Stones                | April 1964       | LP                                                    |
| Them                          | Juni 1965        | LP                                                    |
| Dr. Feelgood                  | November 1974    | -                                                     |
| Asleep at the Wheel           | Juli 1976        | LP                                                    |
| The Manhattan Transfer        | Mai 1982         | #78                                                   |
| Depeche Mode                  | Dezember 1987    | #61                                                   |
| Natalie Cole                  | Juni 1991        | LP                                                    |
| Ray Charles                   | November 2000    | live bei den Olympischen Spielen am 22. November 2000 |
| John Mayer                    | Juni 2006        | LP                                                    |
| Eva Cassidy                   | November 2015    | LP                                                    |

## Sonstiges
- Billy Bragg hat die A13 zwischen London und Süd-Essex in A13, Trunk Road to the Sea nach dem Vorbild von Troup besungen.
- Das Lied wurde 1977 für einen Werbespot der Firma Levi’s genutzt. Die Band Clover nahm das Lied in den Air Studios von George Martin in London auf (veröffentlicht im September 1977) und war auch Teil eines Spots, bei dem Adrian Lyne Regie führte.